# ジェンセン・ヒーレー
ジェンセン・ヒーレーはイギリスの自動車メーカー、ジェンセン・モーターズが1972年から1976年まで製造販売した2座席オープンスポーツカー。
オースチン・ヒーレー3000（ビッグ・ヒーレー）など、イギリス製スポーツカーの輸入販売で成功したアメリカの自動車販売業者、ジェル・クヴェール（Kjell Qvale ）が、1970年代のビッグ・ヒーレーを自ら生産することを夢見てジェンセン・モータースの株を買い取り、ドナルド・ヒーリーを会長に招聘、息子のジェフリーも役員に迎え入れて開発したスポーツカー。1972年3月、ジュネーブショーでデビューした。当時の時流をそつなく採り入れた、やや没個性的なデザインはジェフリー・ヒーレーのデザインで、当時北米市場で人気上昇中であった初代日産・フェアレディZ（S30系）に近いボディサイズであった。
ジェンセン・ヒーレー最大の魅力はエンジンで、当初はフォードやBMWの各種ユニットが試された後選ばれたのはロータスがボクスホール・ヴィクターのユニットをもとに新開発したコッグドベルト駆動、16バルブの直4DOHC1,973cc（LV220型）であった。ヨーロッパ向けのデロルト・ツインキャブ付きでは142馬力/6,500rpm、18.0kgm/5,000rpmを発し、最高速度は195km/hに達した。このユニットはロータス・エリート（第二世代）、ロータス・エスプリにも搭載され、その後排気量拡大やターボ化も行われ、1970年代から1980年代にかけてロータスの基幹エンジンとなった。
エンジン以外の機構はオーソドックスで、ギアボックスはサンビーム・レイピアH120用の4速ギアボックスであり、前後サスペンションやステアリング機構はボクスホール・フィレンザから、フロントブレーキはモーリス・マリーナの流用と、英国スペシャリストメーカーの定石通り、量産車のコンポーネントを巧みに利用していた。初期モデルは“オーナーがフィニッシュするクルマ”と皮肉られたほど仕上げが悪かったことも、またスペシャリストメーカーの製品の定石通りであった。
ジェンセン・ヒーレーは1970年代前半にまったく新たに開発された数少ない英国製スポーツカーであり、それにふさわしい豪快な動力性能と洗練された運動性能を有していた。日本仕様は米国輸出仕様同様ストロンバーグ製ツインキャブ付きとなり、若干のパワーダウンを余儀なくされて当時の輸入元コーンズにより輸入された。日本仕様車をテストした当時のカーグラフィック誌1973年2月号によると、最高速度は185.56km/h、0-400m加速15.55秒、0-100km/h加速6.21秒という俊足で、2,000ccながらフェアレディＺのトップモデル・240ZGに匹敵する性能であった。
1973年秋にはMk2に発展、側面にサイドモールが追加され、工作水準もダッシュボードにウッドパネルが追加されるなど高級車メーカー、ジェンセンにふさわしく改善され、エア・コンディショナーやハードトップも装着可能となった。1974年以降のアメリカ輸出仕様車にはゴム製の大型バンパーが追加され、1975年型からはギアボックスがゲトラグ製5速MTに変更された。
しかし、1973年の第一次石油危機で大型モデルの売れ行きが不振となったジェンセンは1975年夏に経営危機に陥り、事実上の倒産に追い込まれ、バックオーダーを抱えていたため管財人の元でしばらくは操業を続けたものの、1976年5月についに廃業に追い込まれ、ヒーレーも消滅することとなった。
生産台数はMk1(1972年3月–1973年5月、シャシー番号10000 – 13349)が3,356台、Mk2（1973年8月–1975年9月、シャシー番号13500–20504)が7,142台の、計10,498台であった。姉妹車として2+2スポーツワゴンのジェンセン・GTが1975年にデビュー、翌年の操業中止までに509台生産された。